# Jared Staal
Jared Staal né le 21 août 1990 à Thunder Bay en Ontario est un joueur canadien de hockey sur glace. Il est le benjamin de la famille Staal.

## Famille
Il est le benjamin de quatre frères qui évoluent dans la Ligue nationale de hockey : Eric, Marc et Jordan. Eric est né en 1984, Marc en 1987 et Jordan en 1988, ce qui fait qu'ils ne sont séparés à peine de quelques années et ont appris à jouer ensemble au hockey sur une patinoire construite par leur père. Les Staals jouaient alors deux contre deux avec l'aîné et le benjamin contre les deux autres.

## Carrière
En 2006, il rejoint l'équipe des Wolves de Sudbury de la Ligue de hockey de l'Ontario en tant que premier choix de leur repêchage. Il rejoint alors son frère aîné, Marc. L'équipe finit à la troisième place de la division et ils vont accéder à la finale des séries éliminatoires avec son équipe n'inscrivant qu'un seul but au cours de l'ensemble des séries. Finalement, l'équipe perd 4 matchs à 2 contre les Whalers de Plymouth.
En 2007-08, il est sélectionné pour faire jouer le Match des étoiles au sein de l'association de l'Est de l'OHL. Le 25 avril 2013, il joue son premier match dans la Ligue nationale de hockey avec les Hurricanes de la Caroline face aux Rangers de New York. Il est titularisé sur la première ligne avec ses frères Jordan et Eric.

## Statistiques
| Saison     | Équipe                          | Ligue      |     | Saison régulière | Saison régulière | Saison régulière | Saison régulière | Saison régulière |   | Séries éliminatoires | Séries éliminatoires | Séries éliminatoires | Séries éliminatoires | Séries éliminatoires |
| Saison     | Équipe                          | Ligue      | PJ  | B                | A                | Pts              | Pun              | PJ               | B | A                    | Pts                  | Pun                  |                      |                      |
| 2006-2007  | Wolves de Sudbury               | LHO        | 63  | 2                | 1                | 3                | 18               | 21               | 1 | 0                    | 1                    | 2                    |                      |                      |
| 2007-2008  | Wolves de Sudbury               | LHO        | 53  | 20               | 24               | 44               | 40               | -                | - | -                    | -                    | -                    |                      |                      |
| 2008-2009  | Wolves de Sudbury               | LHO        | 67  | 19               | 33               | 52               | 38               | 6                | 0 | 1                    | 1                    | 2                    |                      |                      |
| 2008-2009  | Rampage de San Antonio          | LAH        | 5   | 0                | 0                | 0                | 0                | -                | - | -                    | -                    | -                    |                      |                      |
| 2009-2010  | Wolves de Sudbury               | LHO        | 59  | 12               | 37               | 49               | 57               | 3                | 0 | 0                    | 0                    | 4                    |                      |                      |
| 2009-2010  | Rampage de San Antonio          | LAH        | 5   | 0                | 1                | 1                | 2                | -                | - | -                    | -                    | -                    |                      |                      |
| 2010-2011  | Checkers de Charlotte           | LAH        | 13  | 1                | 1                | 2                | 2                | -                | - | -                    | -                    | -                    |                      |                      |
| 2010-2011  | Everblades de la Floride        | ECHL       | 33  | 6                | 5                | 11               | 6                | -                | - | -                    | -                    | -                    |                      |                      |
| 2011-2012  | Checkers de Charlotte           | LAH        | 37  | 3                | 3                | 6                | 18               | -                | - | -                    | -                    | -                    |                      |                      |
| 2011-2012  | Bruins de Providence            | LAH        | 7   | 0                | 2                | 2                | 2                | -                | - | -                    | -                    | -                    |                      |                      |
| 2012-2013  | Checkers de Charlotte           | LAH        | 52  | 4                | 3                | 7                | 25               | 3                | 0 | 0                    | 0                    | 0                    |                      |                      |
| 2012-2013  | Hurricanes de la Caroline       | LNH        | 2   | 0                | 0                | 0                | 2                | -                | - | -                    | -                    | -                    |                      |                      |
| 2013-2014  | Checkers de Charlotte           | LAH        | 50  | 2                | 5                | 7                | 23               | -                | - | -                    | -                    | -                    |                      |                      |
| 2014-2015  | Checkers de Charlotte           | LAH        | 63  | 7                | 4                | 11               | 27               | -                | - | -                    | -                    | -                    |                      |                      |
| 2015-2016  | Stingrays de la Caroline du Sud | ECHL       | 64  | 12               | 12               | 24               | 23               | 6                | 1 | 0                    | 1                    | 2                    |                      |                      |
| 2016-2017  | Édimbourg Capitals              | EIHL       | 44  | 12               | 21               | 33               | 14               | -                | - | -                    | -                    | -                    |                      |                      |
| Totaux LAH | Totaux LAH                      | Totaux LAH | 232 | 17               | 19               | 36               | 99               | 3                | 0 | 0                    | 0                    | 0                    |                      |                      |